# Earlernas revolt
Earlernas revolt 1075 var ett uppror från tre earler gentemot Vilhelm Erövraren. Detta var det sista allvarliga motståndet mot honom under den normandiska erövringen. 